# Herbert Martius
Herbert Martius (* 9. Juli 1924 in Erlangen; † 17. Oktober 2009 ebenda) war ein deutscher Maler und Grafiker.

## Leben
Nach dem Abitur wurde Martius Soldat und kämpfte im Zweiten Weltkrieg. Als er 1949 aus der sowjetischen Kriegsgefangenschaft entlassen wurde, kehrte er nach Erlangen zurück.
Überregionale Bekanntheit erlangte er vor allem durch seine Email-Arbeiten, wie etwa das sogenannte „Emailhaus“ („Loverix Hostel“) ein Studentenwohnheim in Rüsselsheim, dessen rund 1.000 m² große Außenfassade er 1990/91 gestaltete.

## Auszeichnungen
- 1962 wurde Martius mit einer Silbermedaille bei der Internationalen Keramik-Ausstellung in Prag ausgezeichnet.[2]
- 1989 erhielt er den Kulturpreis der Stadt Erlangen, den er jedoch ablehnte.[3]

## Werke im öffentlichen Raum

### Erlangen
In Erlangen sind von Martius folgende Arbeiten im öffentlichen Raum zu sehen
- Bierlachweg 11 (Eichendorffschule): „Aus dem Leben eines Taugenichts“ (1984, Emailbild)
- Güterhallen – Nürnberger Straße: „Martius-Säule“ (2005, Email)
- Liegnitzer Straße 4 (Sparkasse): „Fassadenmosaik“ (1966)
- Werner-von-Siemens-Straße (Vor der Flessa-Bank): Die Überreste eines Brunnens
- Siemens-Gelände: „Ikarus“ (Emailplastik)
- Paul-Gossen-Str.: „Fassadenelemente“ (1967, Email)
- Am Europakanal 12 + 36: Hauseingang und Fassadengestaltung
- Städtischer Kindergarten Michael Vogel Str. 32: „Windspiel“ (Email)

## Ausstellungen
- 1955 Studentenheim „Alexandrinum“ Erlangen
- 1956 Universa-Haus, Nürnberg
- 1957 Atelier Schmidt-Kahler, Erlangen
- 1959 Orangerie Erlangen
- 1961 Galerie Isserntaut, Nürnberg
- 1962 Orangerie Erlangen
- 1962 Chefs d’oeuvres de la ceramique allemande moderne, Musee de Nice, Nizza (Frankreich)
- 1962 Keramik International, Prag (Silbermedaille)
- 1966 Plastik in unserer Zeit, Orangerie Erlangen
- 1968 Orangerie Erlangen
- 1975 Email, Institut für Werkstoff-Wissenschaft, Universität Erlangen-Nürnberg
- 1976 Kunstverein Coburg (Einzelausstellung)
- 1980 Parlamentarische Gesellschaft, Bonn
- 1980 Turm zu Babel, St.-Wolfgang-Kapelle, Nürnberg
- 1981 Email International I, Kunstverein, Coburg
- 1983 Afghanistan, Tagebuch eines Malers, Galerie Cassel, Erlangen
- 1985 Email International, Museum of art, Long Beach/California (USA)
- 1985 Geistes-Gegenwart, Evangelische Tagungsstätte, Löwenstein
- 1986 Maler, die nicht nur malen, Kunstverein, Coburg (Gruppenausstellung)
- 1986 Email International Biennale, Laval (Kanada)
- 1986 Email, La CoruFia (Spanien)
- 1987 Email International 11, Kunstverein, Coburg
- 1988 Orangerie, Erlangen (Gruppenausstellung)
- 1991 Email, Städtische Galerie, Erlangen
- 1991 Email, Galerie Rosmarion, Erlangen
- 1993 Gloedvol en glansrijk, Kunsthai, Almelo (Niederlande) (Gruppenausstellung)
- 1994 Herbert Martius 70 Jahre, Kunstverein, Coburg
- 1995 Ikarus – Bilder zum Mythos vom Aufstieg und Scheitern des Menschen, Leimberger Haus, Erlangen
- 1996 Email, Neckarwerke, Esslingen
- 1997 Europäisches Email, Kunstverein, Coburg
- 1997 Die Welt des Email, Barcelona (Spanien)
- 1999 Ikarus, Felsenkeller des Burgbergs, Erlangen
- 1999 Herbert Martius 75 Jahre, Arbeiten von 1943–1999, Drucke, Aquarelle, Acryl, Öl, Farb-Plastiken, Städtische Galerie, Erlangen
- 2000 Von Unterwegs – Aquarelle, Stadtmuseum, Erlangen
- 2000 Email – Keramik, Kunstmuseum Erlangen, Loewenichsches Palais, Erlangen (Einzelausstellung)
- 2004, 12. September – 10. Oktober – Fahrt auf dem Jenissej, Kunstmuseum Erlangen, Loewenichsches Palais, Erlangen (Einzelausstellung)
- 2007, 16. Mai – 13. Juli – Werkschau 1943–2007, Galerie arsprototo, Erlangen (Einzelausstellung)
- 2007, 18. November – 16. Dezember – Keramik, Kunstmuseum Erlangen, Loewenichsches Palais, Erlangen (Gruppenausstellung)
- 2009, 15. Februar – 22. März – Ungegenständlich, Werke aus dem Kunstmuseum Erlangen, Loewenichsches Palais, Erlangen (Gruppenausstellung)